# Victor Hugo Wickström
Victor Hugo Wickström (i riksdagen kallad Wickström i Östersund), född 29 maj 1856 i Hedemora, Kopparbergs län, död (självmord) 29 december 1907 i Östersund, Jämtlands län, var en svensk tidningsman, författare och politiker (liberal). 
Wickström använde följande Pseudonymer: Asoka Rodiya; Christer Swahn; Dag Svenske; Gunhild; Phemios; Stefanus Eremita.

## Biografi
Wickström, som var son till en skomakare, blev filosofie kandidat vid Uppsala universitet 1877 och filosofie doktor vid Lunds universitet 1883 på en avhandling om Hippolyte Taine. Från 1886 var han lektor vid högre allmänna läroverket i Östersund. Samma år blev han också redaktör och ansvarig utgivare för Jämtlands-Posten, som han blev ägare till 1888 och därefter drev fram till sin död.

### Politikern
Han var riksdagsledamot i andra kammaren för Östersunds och Hudiksvalls valkrets 1906–1907 och tillhörde i riksdagen Frisinnade landsföreningens riksdagsparti Liberala samlingspartiet. Han var bland annat ledamot i tillfälliga utskottet 1906–1907. I Östersund var han även ledamot i stadsfullmäktige.

### Författaren
Wickström var även författare, och utgav under pseudonymen Christer Swahn ett antal romaner (till exempel Äfventyrarelif, 1894), dikter, skådespel och debattböcker (bland annat Prästväldets satanism, 1903). I hans författarskap förekommer ofta starkt laddade relationer mellan män, till exempel mellan Arnliot och hittebarnet Dag i romanen Arnliot Gällina (1896, förlaga till Wilhelm Peterson-Bergers opera Arnljot). I anslutning till fallet Nils Santesson i Stockholm 1907 författade Wickström uppsatsen Det tredje könet, där han argumenterar för den homosexuella kärlekens berättigande; av anteckningar på det handskrivna manuskriptet framgår att han stått i kontakt med den kände homoaktivisten Magnus Hirschfeld i Berlin. Han publicerade även en svensk översättning av Michelangelos homoerotiska kärleksdikter.  Näst Uppsalafilosofen Pontus Wikner är Wickström förmodligen den 1800-talspersonlighet som betytt mest i Sverige för att formulera en positiv homosexuell identitet.
August Strindbergs nidporträtt av en feminin homosexuell man i novellen Les pervers i Vicisections (1894) anses vara baserat på Victor Hugo Wickström. Även Johan Lindström Saxon, som trängdes bort från redaktörsstolen på Jämtlands-Posten av Wickström, tillhörde dennes fiender och beskrev honom som "pomaderad, parfymerad, slickad, ring-, berlock- och armbandsprydd som ett behagsjukt fruntimmer".
Wickström avled i mellandagarna 1907 av en överdos sömnmedel.

### Skönlitteratur
- Hvitsippor : vitterhetsförsök / af Phemios. Gefle. 1874. Libris 10509879
- Dikter / af Christer Swahn. Upsala: Almqvist & Wicksell (i komm.). 1882. Libris 21765340. http://hdl.handle.net/2077/54072
- En sjelfmördares anteckningar / af Christer Swahn. Stockholm: Geber. 1882. Libris 21805709. http://hdl.handle.net/2077/54150
- Fyra dikter / af Chr. Swahn. Lund: Gleerup. 1883. Libris 22699130. http://hdl.handle.net/2077/56508
- En hospitalshistoria / af Christer Swahn. Stockholm: C. E. Fritze. 1883. Libris 461112
- Ord : utkast / af Christer Swahn. Stockholm: C. E. Fritzes bokh. 1884. Libris 22307695. http://hdl.handle.net/2077/55011
- Antikrist : skådespel / af Christer Swahn. Stockholm: Alb. Bonnier. 1885. Libris 1601593
- Sanningskär : uppfostrare tillegnad. Stockholm: Alb. Bonnier. 1885. Libris 20059268. http://hdl.handle.net/2077/51767
- "Bildning" : några blad ur ett universitets historia / af Christer Swahn. Upsala: Universalbiblioteket. 1886. Libris 20677294. http://hdl.handle.net/2077/52235
- Ärkebiskopen : Dikt på vers / af Christer Swahn. Stockholm: F. & G. Beijers Bokf.-aktb. 1886. Libris 1627475
- Sådan var vägen : några själars historia. Stockholm: Alb. Bonnier. 1891. Libris 1627472. http://hdl.handle.net/2077/57449
- Singalesiska bref. Stockholm: Bonnier. 1893. Libris 1627470
- Äfventyrarlif : roman. Östersund. 1894. Libris 1627474
- Kvinnostudier af en ungkarl / Victor Hugo Wickström. Stockholm: Bonnier. 1895. Libris 22661553. http://hdl.handle.net/2077/56280
- Tankar. Stockholm: Bonnier. 1895. Libris 22661544. http://hdl.handle.net/2077/56279
- Arnliot Gällina : historisk roman. Stockholm: Bonnier. 1896. Libris 19534713 Fulltext: Göteborgs universitetsbibliotek, Projekt Runeberg.
- En modern historia i dagboksform berättad af Gunhild. Stockholm: Alb. Bonnier. 1898. Libris 22548819 Fulltext: Göteborgs universitetsbibliotek, Projekt Runeberg.
- När Jesus kom till Östersund : en spegelbild af Stefanus Eremita. Östersund: Bonnier. 1898. Libris 22695751. http://hdl.handle.net/2077/56451
- När Jesus kom till Östersund : en spegelbild af Stefanus Eremita. Östersund. 1898. Libris 750999. http://urn.kb.se/resolve?urn=urn:nbn:se:umu:eod-46
- De namnlösa marmorbrotten. Stockholm: Bonnier. 1899. Libris 1664269
- Chantage : Schauspiel i 5 Akten. Östersund. 1900. Libris 3172763
- Mansstudier. Stockholm: Bonnier. 1900. Libris t3c9mxkdrpfw76q3. http://hdl.handle.net/2077/58325
- Lifvets mening : lustspel i fyra akter ; Chantage  : skådespel i fem akter. Östersund. 1903. Libris 3172759

### Varia
- Om idealism och realism i konsten. Uppsala. 1882. Libris 1601599
- Giordano Brunos metafysik : Akademidk afhandling, ... Lund: Gleerupska univ :s-bokh. 1883. Libris 1601597
- Det skönas begrepp : [Akad.afh.]. Lund. 1884. Libris 3172751
- Kritisk framställning af Taines psykologi. Lund: Gleerupska univ :s-bokh. 1885. Libris 1601598
- Om lärdomshögfärden : föredrag. Stockholm: Hæggström. 1887. Libris 1627469
- Stoft från sandalerna : reseminnen. Stockholm: Bonnier. 1895. Libris 1627471
- Inträssepolitik och fåtalsvälde. Östersund. 1896. Libris 3172750
- Som turist genom Europa : reseminnen med 49 helsidesillustr. Stockholm: Bonnier. 1897. Libris 1645806
- Lukianos : antikens modernaste ande. Östersund. 1898. Libris 2794808
- Italien : reseminnen. Stockholm: Bonnier. 1899. Libris 1664271
- I öster- och västerled : reseminnen. Stockholm: Alb. Bonnier. 1900. Libris 1664272
- Som tidningsman jorden rundt. Stockholm: Bonnier. 1901. Libris 1729085
- Två föreläsningar : varer svenske! och Viktor Rydbergs hjärtetankar. Stockholm: Bonnier. 1901. Libris 1729086
- Genombrott eller undergång? : programtal. Östersund. 1902. Libris 3172752
- Vid undergångens brant : Bref från pyreneiska halfön. Östersund. 1902. Libris 3172760
- Fjärran och nära. Stockholm: Bonnier. 1903. Libris 1729082
- Förteckning öfver Victor Hugo Wickströms konstsaker, pretiosa m.m., upprättad i september månad 1903. Östersund. 1903. Libris 11779217
- Lönerörelse eller utsugning? : Några upplysningar och varningar till Svenska typografförbundet. Östersund. 1903. Libris 3172758
- Prästväldets satanism. Stockholm: Bonnier. 1903. Libris 1729084
- Genom sju konungariken : reseminnen : med 40 helsidesillustrationer. Stockholm: Wahlström & Widstrand. 1904. Libris 1729083
- Bland svenskar i Kanada. Östersund. 1905. Libris 3172749
- En ny himmel och en ny jord. Stockholm: Wahlström & Widstrand. 1905. Libris 1729081
- Den sköna synderskan : Stockholmsbref till "landsorten". Stockholm: Wahlström & Widstrand. 1906. Libris 1618078
- Sanningar om Stockholm : brev till "landsorten" / av Dag Svenske. Stockholm: Wahlström & Widstrand. 1907. Libris 1618079. http://litteraturbanken.se/#!/forfattare/WickstromVH/titlar/SanningarOmStockholm/info

### Tolkning
- Michelangelo Buonarroti (1905). Kärlek : dikter / i fri öfversättning af Victor Hugo Wickström. Stockholm: Wahlström & Widstrand. Libris 1727775